# Samuel M. Ralston
Samuel M. Ralston (New Cumberland, 1857. december 1. – Indianapolis, 1925. október 14.) az Amerikai Egyesült Államok szenátora (Indiana, 1923–1925).